# 리소나 은행
주식회사 리소나 은행(일본어: 株式会社りそな銀行, 영어: Resona Bank, Limited.)는 일본의 시중은행 중 하나이다. 리소나 홀딩스를 모회사로 두고 있으며, 일본의 법령상 '도시은행'에 속하는 은행 중에 신탁은행 부문도 영업하고 있는 유일한 은행이다. 본점은 오사카부 오사카시 주오구에 위치하고 있다.

## 개요
구 노무라 재벌 산하의 재벌 계열 도시 은행이었던 노무라 은행(野村銀行), 이후 다이와은행(大和銀行으로 바뀜)과, 지방 저축은행에서 도시은행으로 커온 아사히은행(あさひ銀行, 도쿄 지역의 지방은행이었던 교와은행(協和銀行)과 옛 사이타마 은행(埼玉銀行)의 합병 은행)이 합병하여 탄생한 기업이다.
이 은행의 전신인 옛 다이와 은행은, 2차대전 전부터 일관되게 신탁업무를 병행하여 영업해온 전력이 있으며, 이는 현재의 리소나 은행에서도 계속 이어지고 있다.
신탁 부문은, 리소나 신탁은행(りそな信託銀行, 옛 다이와긴 신탁은행(大和銀信託銀行))으로 한때 분사하였으나, 2009년 재통합되었다.
리소나 은행의 '리소나'는 라틴어의 resona(동사 resono(울리다, 말하다)의 2인칭 단수 명령법 현재형)에서 따왔다고 한다.
옛 다이와 은행 시절부터 일본의 국회의사당 내부에 '중의원 지점' 및 '참의원 지점'을 두고 있는 유일한 은행으로, 국회의원 대상의 융자 등을 통해 일본 정계와 관계가 깊은 은행으로 알려져 있다. 특히 자민당 대상의 투자액은, 2002년말에는 약 5억엔 정도였으나, 일본 정부로부터 2조엔의 공적 자금을 받은 이후의 2005년 말에는 약 54억엔으로, 3년 내에 10배 이상 늘어났다.
리소나 홀딩스의 주력 은행으로, 옛 아사히은행의 사이타마 지역 영업망은 사이타마 리소나 은행이 계승했다.

## 영업 거점
2015년 9월 기준으로, 리소나 은행은 일본 전국 47곳의 도도부현 중 26곳에 339개의 지점을 두고 있으며, 이중 도쿄도에 116지점, 오사카부에는 113지점이 설치되어 있다. 리소나 홀딩스 산하의 사이타마 리소나 은행, 긴키 오사카 은행은 은행 거래 상 동일 은행으로 취급하고 있어, 이들의 지점을 전부 합하면 수도권(특히 사이타마) 및 교토,오사카,고베 지역에 집중되어 있다.
- 오사카 영업부 (본점)
  - 오사카 부 오사카 시 주오 구에 있는 리소나 은행 본점 빌딩에 본점이 위치한다. 등기상의 본점은 이곳이다. 홀딩스의 등기상 주소는 도쿄에 위치한다. 리소나 은행의 전신이었던 옛 노무라 은행은 노무라 재벌의 중심 회사였다.
- 신 나라(新奈良) 영업부
  - 나라현 나라시에 있는 JR나라역 NK빌딩에 위치한다. 전신 중 하나인 구 나라은행 본점 영업부가 있었다.
- 도쿄 영업부
  - 도쿄도 분쿄구 고라쿠에 있는 스미토모 부동산 이이다바시 퍼스트 빌딩에 위치한다. 전신 중 하나인 구 아사히 은행 본점이 있었다.
- 신도심 영업부

## 연혁
- 1918년 (다이쇼 7년) 6월 - 오사카 노무라 은행(大阪野村銀行)이 설립됨
- 1926년 - 오사카 노무라 은행의 증권부문이 분리하여 노무라 증권이 탄생함.
- 1927년 - 오사카 노무라 은행의 상호가 노무라 은행(野村銀行)으로 변경
- 1943년 7월 - 사이타마 지역에 있던 부슈 은행(武州銀行), 하치쥬고 은행(八十五銀行), 시노부 상업 은행(忍商業銀行) 및 이이노 은행(飯能銀行)이 합병되어, '사이타마 은행'(埼玉銀行)이 됨.
- 1944년
  - 5월 사이타마 은행이 야스다은행(安田銀行, 이후의 후지은행(富士銀行), 현 미즈호 은행)으로부터 도쿄 도 내의 다수의 지점을 인수. 이로 인해 도쿄 도 내에 기반을 쌓게 되어, 이후 도시은행 전환의 발판이 됨.
  - 8월 - 노무라 은행이 노무라 신탁(野村信託)을 합병함.
- 1945년 5월 - 도쿄의 5개의 저축은행, 오사카의 오사카 저축은행 포함 3곳, 나고야의 일본저축은행 등 3대 도시권의 9곳의 저축은행이 합병하여, '일본저축은행'(日本貯蓄銀行)이 됨. 일본 국영의 우편예금을 제외하면 당시 일본 최대 규모의 저축은행.
- 1948년
  - 7월 - 일본저축은행이 '교와 은행'(協和銀行)으로 상호를 변경하며, 보통은행으로 전환, 도시은행이 됨.
  - 10월 - 재벌해체로 인해 노무라 은행이 '다이와 은행'(大和銀行)으로 상호를 변경함.
- 1958년 2월 - 인도네시아에 Perdina Bank(현 리소나 Perdina Bank)을 설립함.
- 1969년 12월 - 사이타마 은행이 도시은행이 됨.
- 1991년 4월 - 교와 은행과 사이타마 은행이 합병하여, '교와사이타마 은행'(協和埼玉銀行)이 됨.
- 1992년 9월 - 교와사이타마 은행이 '아사히 은행'(あさひ銀行)으로 상호를 변경함.
- 1996년 3월 6일 - 아사히 신탁은행(あさひ信託銀行)이 설림됨.
- 2001년 12월 - 다이와 은행 및 긴키오사카 은행(近畿大阪銀行) 및 나라 은행(奈良銀行)이 주식 이전으로 '주식회사 다이와긴 홀딩스'(株式会社大和銀ホールディングス, 현 리소나 홀딩스)을 설립하며 자회사가 됨. 동시에 다이와 은행은 신탁 업무를 분할하여 다이와 신탁은행(大和銀信託銀行)을 설립함.
- 2002년
  - 3월 1일 - 아사히 은행이 주식 교환으로 다이와긴 홀딩스의 자회사가 됨.
  - 6월 18일 - 아사히 신탁은행이 다이와긴 홀딩스의 자회사가 됨.
  - 10월 1일 - 다이와 은행을 존속회사로 아사히 신탁은행을 합병. 다이와 신탁은행이 '리소나 신탁은행'(りそな信託銀行)으로 명칭을 변경.
- 2003년 3월 1일 - 아사히 은행의 사이타마 현 내의 영업 기능을 사이타마 리소나 은행으로 양도함. 다이와 은행을 존속회사로 아사히 은행을 합병하여, '리소나 은행'(りそな銀行)으로 상호를 변경함.
- 2006년 1월 1일 - 나라 은행을 흡수 합병함.
- 2007년 11월 - 리소나 은행, 사이타마 리소나 은행, 긴키오사카 은행 간의 시간외 수수료를 무료화함.
- 2009년 4월 1일 - 리소나 신탁은행을 흡수 합병함.

## 주된 상품・서비스
- 종합통장 - '리소나 리테일 계좌'(보통 예금용 'くらしの通帳', 종합통장 담보 정기 예금 및 적립 통장 'ゆとりの通帳')
- 무통장 보통 예금 계좌 - TIMO ( 2004년 3월부터 취급 )
- 인터넷 뱅킹 - '리소나 다이렉트'(りそなダイレクト), mygate[2]
- 포인트 서비스 리소나 클럽[3]。
- 현금인출 카드 - 생체인증 IC캐쉬카드(일반카드), 리소나 카드 + S(크레디세존 제휴 신용카드 ), RESONART 카드
- 신용카드 - Visa 데빗카드/JMB 카드
- 리소나 스마트 구좌 - JAL 마일리지 뱅크 연계 서비스로 인터넷 전용 계좌. 스마트폰으로 계좌의 개설, 이체, 조회가 가능